# 4057 Demophon
4057 Demophon (1985 TQ) là một Trojan của Sao Mộc được phát hiện ngày 15 tháng 10 năm 1985 bởi Bowell, E. ở Flagstaff.